# Youth & Young Manhood
Youth & Young Manhood é o álbum de estreia da banda de rock americana Kings of Leon, lançado em Agosto de 2003. O título foi retirado da árvore de família de Moisés. O álbum foi bem recebido pelos críticos recebendo nota 79 da Metacritic. Muitas pessoas gostaram do jeito punk e da influência do rock de garagem ao estilo southern rock que fez com que a NME saudasse o álbum como "um dos melhores álbuns debut dos últimos 10 anos." Allmusic disse que o álbum não era "socialmente aventureiro", mas falou que "algumas partes com certeza soam bem". Ja a revista Rolling Stone nomeou o álbum como um dos melhores de 2003 e a NME o colocou entre os 17 melhores.

## Faixas
Todas as letras escritas por Caleb Followill, Nathan Followill e Angelo Petraglia. 
| CD  |                                                                                                 |         |  |
| N.º | Título                                                                                          | Duração |  |
| 1.  | "Red Morning Light"                                                                             | 2:59    |  |
| 2.  | "Happy Alone"                                                                                   | 3:59    |  |
| 3.  | "Wasted Time"                                                                                   | 2:45    |  |
| 4.  | "Joe's Head"                                                                                    | 3:21    |  |
| 5.  | "Trani"                                                                                         | 5:01    |  |
| 6.  | "California Waiting"                                                                            | 3:29    |  |
| 7.  | "Spiral Staircase"                                                                              | 2:54    |  |
| 8.  | "Molly's Chambers"                                                                              | 2:15    |  |
| 9.  | "Genius"                                                                                        | 2:48    |  |
| 10. | "Dusty"                                                                                         | 4:20    |  |
| 11. | "Holy Roller Novocaine" (Termina em 4:00, faixa escondida "Talihina Sky" [3:47] começa em 8:21) | 12:08   |  |

## Integrantes
- Caleb Followill – vocal, guitarra rítmica
- Matthew Followill – guitarra
- Jared Followill – baixo, piano em "Talihina Sky"
- Nathan Followill – drums, percussão, vocal

## Opiniões da Crítica
- allmusic  link
- Blender link
- The Guardian  link
- NME
- Pitchfork Media  link
- Robert Christgau link
- Rolling Stone  RS 930, link
- XFM (favorável) link

## Paradas Musicais
| Ano  | País           | Posição |
| ---- | -------------- | ------- |
| 2004 | Reino Unido    | 3       |
| 2004 | Irlanda        | 18      |
| 2004 | Estados Unidos | 113     |
| 2008 | Austrália      | 46      |

### Singles
- "Molly's Chambers"
  - Lançado: 11 de agosto de 2003
  - Posição nas paradas: #23 (UK Singles Chart)
- "Wasted Time"
  - Lançado: 20 de outubro de 2003
  - Posição nas paradas: #51 (UK Singles Chart)
- "California Waiting"
  - Lançado: 16 de fevereiro de 2004
  - Posição nas paradas: #61 (UK Singles Chart)